# Orchestra Sinfonica Giapponese Yomiuri
L'Orchestra Sinfonica Giapponese Yomiuri (読売日本交響楽団?, Yomiuri Nippon Kōkyō Gakudan) è un'orchestra sinfonica giapponese con sede amministrativa a Tokyo. L'orchestra esegue principalmente concerti a Tokyo presso la Suntory Hall, ma tiene anche concerti alla Tokyo Opera City Concert Hall. L'orchestra si esibisce anche a Yokohama nella Yokohama Minato Mirai Hall.

## Storia
L'orchestra fu fondata nel 1962 dal quotidiano Yomiuri Shinbun, dalla Nippon Television e dalla Yomiuri Telecasting Corporation. Il suo primo direttore principale fu l'americano Willis Page, che prestò servizio mentre era in licenza dalla Nashville Symphony. Hiroshi Wakasugi divenne il primo direttore d'orchestra giapponese nel 1965. Rafael Frühbeck de Burgos, quarto direttore principale dell'orchestra dal 1980 al 1983, mantenne il titolo di direttore ospite principale dell'orchestra dal 1983 al 1990 e fu nominato direttore onorario dell'orchestra del 1990. Altri direttori d'orchestra con il titolo di direttore onorari sono Kurt Masur, dal 1979, e Gennady Rozhdestvensky, dal 1990. Tadaaki Otaka, sesto direttore d'orchestra principale dal 1992 al 1998, ora ha il titolo di direttore ospite onorario.
L'attuale direttore principale dell'orchestra è Sylvain Cambreling, da aprile 2010. Il suo contratto iniziale era di 3 anni. È previsto che Cambreling diventi direttore principale dell'orchestra il 31 marzo 2019. Nell'agosto 2016 Sebastian Weigle fu il primo direttore ospite a dirigere l'orchestra. Tornò per un ulteriore incarico di direttore ospite nel luglio 2017. Nel maggio 2018 l'orchestra annunciò la nomina di Weigle come suo prossimo direttore principale, con effetto dal 1º aprile 2019 con un contratto iniziale di 3 anni.

## Direttori principali (lista parziale)
- Willis Page (1962–1963)
- Otto Matzerath (1963)
- Hiroshi Wakasugi (1965–1975)
- Rafael Frühbeck de Burgos (1980–1983)
- Heinz Rögner (1984–1990)
- Tadaaki Otaka (1992–1998)
- Gerd Albrecht (1998–2007)
- Stanisław Skrowaczewski (2007–2010)
- Sylvain Cambreling (2010–present)